# Madklubben
 Ikke at forveksle med filmen Madklubben.
Madklubben ApS er en dansk virksomhed, der driver 40 restauranter i flere storbyer i Danmark. Virksomheden havde i 2022 en bruttofortjeneste på 43,6 millioner kroner.
Madklubben blev grundlagt i 2007 af Anders Aagaard, der drømte om at lave en restaurant, "hvor man lavede god mad, til fornuftige priser, serveret i smukke omgivelser af søde og smilende mennesker". Den første restaurant bar slet og ret navnet Madklubben og lå i Store Kongensgade i Indre By i København og er pr. 2024 stadig i drift. 
Siden åbningen af den første restaurant har Madklubben differentieret sig, så porteføljen af restauranter i dag foruden det oprindelige format Madklubben blandt andet tæller pizzarestauranterne Frankies, de asiatiske restauranter Hanzō og buffetrestauranterne Food Club. Samtidig har kæden spredt sig ud af København og til Odense, Aarhus og Esbjerg. Foruden restauranterne tilbyder Madklubben også catering og frokostordninger til virksomheder. 
Hovedsædet er beliggende på Frederiksberg.